# 갈레세
갈레세(이탈리아어: Gallese)는 이탈리아 라치오주 비테르보도에 위치한 코무네다.
로마와 라벤나 사이에 중요한 연결지점이였던 이곳은 737년-738년에 당시 스폴레토의 트라시문트 2세공에 의해 점령당했다.
897년 교황 로마노는 이곳 출신이다.